# La Chapelle-Chaussée
La Chapelle-Chaussée (tiếng Breton: Chapel-ar-Galc'hed) là một xã của tỉnh Ille-et-Vilaine, thuộc vùng Bretagne, miền tây bắc nước Pháp.

## Dân số
Người dân ở La Chapelle-Chaussée được gọi là Chapellois.
Theo điều tra dân số năm 1999, xã này có số dân là 763 người.
Dân số ước tính vào năm 2007 là 1047 người.